# Ianova

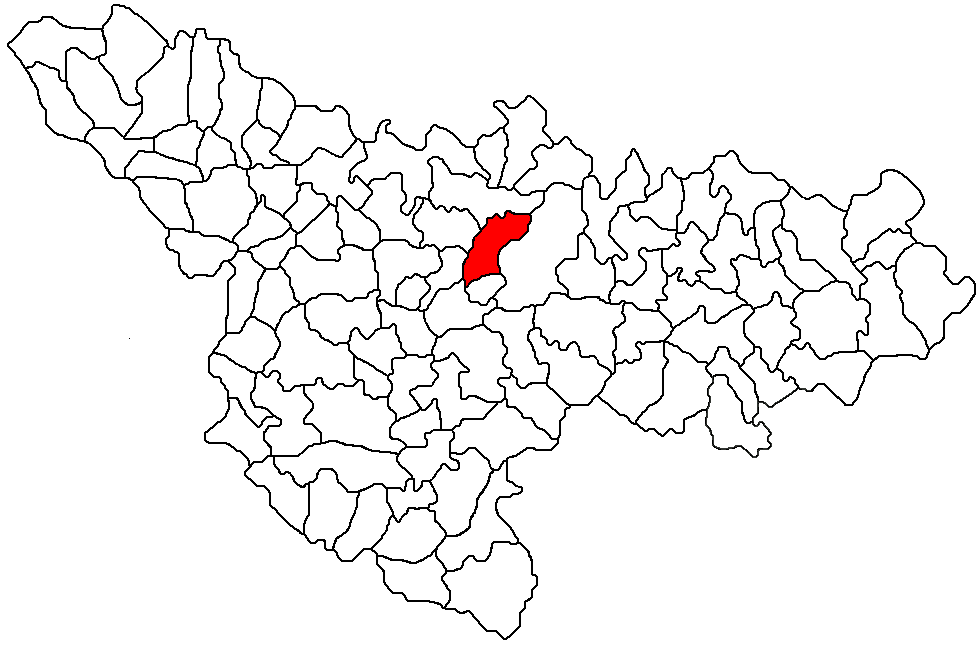
Lage der Gemeinde Remetea Mare im Kreis Timiș

Ianova (deutsch Janowa, ungarisch Temesjenő) ist ein Dorf im Kreis Timiș, Banat, Rumänien. Das Dorf Ianova gehört zur Gemeinde Remetea Mare.

## Geografische Lage
Ianova liegt an der Kommunalstraße DC 62 Remetea Mare–Pișchia, 20 Kilometer nordöstlich von Timișoara.

## Nachbarorte
| Pișchia      | Bencecu de Sus                              | Sălciua Nouă |
| Giarmata     | Kompassrose, die auf Nachbargemeinden zeigt | Herneacova   |
| Remetea Mare | Bazoșu Nou                                  | Izvin        |

## Geschichte
Ianova ist eine der ältesten Ortschaften im Banat. Eine erste urkundliche Erwähnung stammt aus den Jahren 1332–1337, als der Ort in den päpstlichen Zehntlisten unter der Bezeichnung Ilyno und Ienev auftauchte. Südlich von Ianova wurden Überreste einer mittelalterlichen Festung aus dem 14. bis 16. Jahrhundert ausgegraben, im Volksmund „Türkenfestung“ genannt. 1690 tritt die Ortschaft Jenovo in Erscheinung. Auf der Mercy-Karte von 1723 ist Ianova ein rumänisches Dorf.
Von 1718 bis 1778 gehörte Ianova zur Habsburger Krondomäne Temescher Banat. 1778 wurde das Banat von der Kaiserin Maria Theresia dem Königreich Ungarn zugesprochen. Von 1849 bis 1860 war es Teil eines eigenständigen Kronlandes, der Woiwodschaft Serbien und Temescher Banat.
Nach dem Österreichisch-Ungarischen Ausgleich wurde das Banat dem Königreich Ungarn innerhalb der Doppelmonarchie Österreich-Ungarn angegliedert. Der Vertrag von Trianon am 4. Juni 1920 hatte die Dreiteilung des Banats zur Folge, wodurch Ianova an das Königreich Rumänien fiel.
1893 erhielt die Ortschaft nach der Gattin des damaligen Gutsherren István Károlyi den Namen Margitfalva. Später wurde die amtliche Bezeichnung in Temesjeno geändert. Mitte des 19. Jahrhunderts, als Ianova im Besitz der Familie Csekonics war, wurden auch Deutsche und Ungarn im Ort angesiedelt. Seit 1968 gehört Ianova zur Gemeinde Remetea Mare.

## Demografie
| 1880 | 1564 | 1315 | 62  | 153 | 34 |
| 1910 | 1805 | 1142 | 316 | 301 | 46 |
| 1930 | 1757 | 1234 | 250 | 239 | 34 |
| 1977 | 1160 | 996  | 106 | 35  | 23 |
| 2002 | 825  | 759  | 40  | 11  | 15 |